# Human’s Dust
Human’s Dust – pierwsze wydawnictwo DVD polskiej grupy muzycznej Decapitated, wydane 9 czerwca 2008 roku w Europie, a 10 czerwca w Stanach Zjednoczonych.
DVD dostępne jest w dwóch wersjach: standardowej oraz specjalnej, wydanej w metalowym opakowaniu w liczbie jedynie 3 tys. egzemplarzy. Zawiera nagrania zarejestrowane podczas koncertu w Krakowie (październik 2002 r.), który był częścią europejskiego tournée z grupą Vader i Krisiun. Dodatkowo na płycie znajduje się występ formacji podczas festiwalu „Ozzfest”, który odbył się w Polsce w 2002 roku oraz materiał z festiwalu Metalmania z 2004 roku. Można znaleźć na albumie również teledysk do utworu „Winds of Creation”, galerię zdjęć, profile członków zespołu, tapety na pulpit, a także trzy wywiady.

## Lista utworów
Opracowano na podstawie materiału źródłowego.
| Live in Kraków, październik 2002 1. „Nihility” – 05:18 2. „Eternity Too Short” – 04:38 3. „Way to Salvation” – 03:43 4. „Spheres of Madness” – 04:53 5. „Names” – 04:04 6. „Winds of Creation” – 04:22 7. „Babylon’s Pride” – 04:19 8. „Suffer the Children” (cover Napalm Death) – 04:38 Live at Ozzfest, Katowice, maj 2002 1. „Spheres of Madness” – 05:25 2. „Eternity Too Short” – 04:59 3. „Babylon’s Pride” – 04:36 | Live at Metalmania Festival, Katowice, marzec 2004 1. „Three-Dimensional Defect” – 04:08 2. „Lying and Weak” – 03:33 3. „Mother War” – 04:05 4. „Sensual Sickness” – 04:12 5. „Spheres of Madness” – 05:12 6. „The Negation” – 05:07 Wywiady 1. „Interview with Vitek and Vogg” – 20:03 2. „Interview with Vogg and Sauron” – 5:32 3. „Interview with Sauron and Martin” – 14:44 Teledysk 1. „Winds of Creation” – 4:36 |

## Twórcy
Opracowano na podstawie materiału źródłowego.
Zespół Decapitated w składzie
- Wojciech „Sauron” Wąsowicz – wokal prowadzący
- Wacław „Vogg” Kiełtyka – gitara rytmiczna, gitara prowadząca
- Marcin „Martin” Rygiel – gitara basowa
- Witold „Vitek” Kiełtyka – perkusja (zmarły)

Dodatkowi muzycy
- Jacek Hiro – gitara rytmiczna, gitara prowadząca (2004)

| Live in Kraków, październik 2002 |
| --- |
| - Jacek Dybowski - miksowanie obrazu - Jakub Zańczuk - asystent - Artur Wojewwoda, Waldemar Szwajda - inżynieria - Monika Krzanowska – realizacja dźwięku - Robert Nowak – asystent - Piotr Brzeziński – miksowanie dźwięku - Jarosław Kaszyński – udźwiękowienie (Prosound) - Lucjan Siwczyk – światła (Transcolor) - Bogusław Dąbrowa-Kostka – światła - Marcin Pietuch – scenografia - Bartosz Cichoński, Zbigniew Jaorsz, Piotr Kotarba, Andrzej Nakowski, Roman Piotrowski, Dariusz Posłuszny, Agnieszka Światłoń, Aleksander Trafas – kamera - Ludmiła Pilecka, Magdalena Wcisło – charakteryzacja - Tomasz Pomarański – produkcja - Elżbieta Nakowska – asystentka producenta - Tomasz Dziubiński – producent wykonawczy - Wojciech Dziubiński, Agnieszka Doborowolska, Justyna Szarkowska – asystenci producenta wykonawczego |